# كلاتاسين

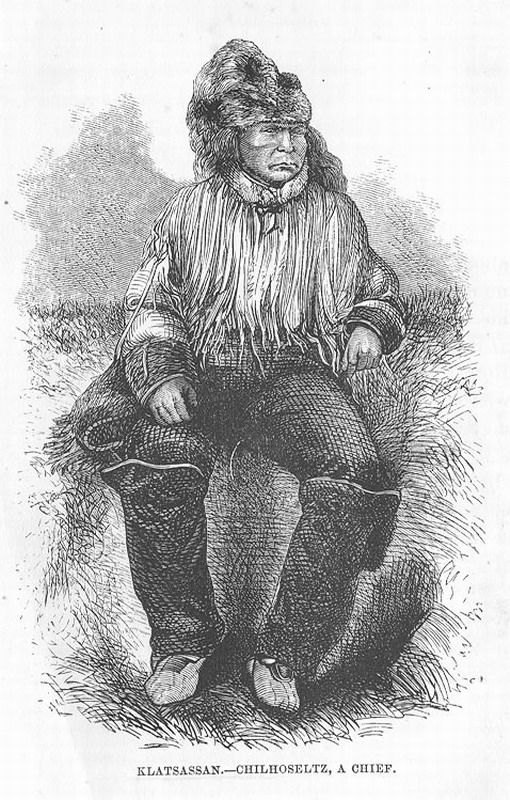
صورة غير مؤكدة لكلاتاسين

كان لاتشاسين (المعروف أيضًا باسم كلاتساسان أو كلاتاسين؛ توفي عام 1864)، زعيمًا لشعب تشيلكوتين (تسيلكوتين). قاد مجموعة صغيرة من المحاربين في هجمات على أطقم بناء الطرق بالقرب من بوت إنليت، كولومبيا البريطانية ، في أبريل ومايو 1864. كان عمال الطرق يعانون من الجوع ويدفعون أجوراً زهيدة لعمال تسيلكوتين، مما دفع لاتشاسين إلى إعلان الحرب. وصلت لاتشاسين إلى موقع العبارة 30 ميل (48 كـم) على طول نهر هوماثكوفي 29 أبريل 1864. قتل هو ومحاربوه حارس العبارة تيم سميث، ونهبوا الطعام والمؤن الموجودة هناك. 
هاجم لاتشاسين في اليوم التالي عمال الطرق غير المسلحين في المعسكر الرئيسي، مما أسفر عن مقتل 9 أشخاص. وفي أعلى الطريق، التقى أعضاء الفرقة بالقائد ويليام بروستر وثلاثة من رجاله. قُتِلوا جميعًا، وتم التمثيل بجثة بروستر وتركها بينما أُلقي الثلاثة الآخرين في النهر. كما قامت العصابة بقتل ويليام مانينغ، أحد المستوطنين في بحيرة بونتزي. هاجم لاتشاسين وأتباعه قطارًا محملاً بالبضائع بقيادة ألكسندر ماكدونالد في محاولة للهروب من العدالة مما أسفر عن مقتل ثلاثة عمال بيض آخرين. في المجمل، قُتل 19 مستوطنًا أبيض على يد لاتشاسين وأتباعه. 
قُبض على لاتشاسين وأتباعه في 11 أغسطس 1864، تحت ذرائع كاذبة حول مفاوضات السلام لإنهاء حرب تشيلكوتين . تم تقييدهم ومحاكمتهم باعتبارهم قتلة، وتم شنقهم في كوسنيلماوث في 26 أكتوبر 1864.  تمت تبرئة لاتشاسين وزملائه من زعماء الحرب من أي جريمة أو مخالفة في 23 أكتوبر 201، من قبل رئيسة وزراء كولومبيا البريطانية كريستي كلارك . 
- حرب تشيلكوتين
- وليام جورج كوكس
- فريدريك سيمور
- مشروب شارتر
- دونالد ماكلين
- ألفريد وادينجتون
- حصن تشيلكوتين
- نيكولا (رئيس)
- رئيس الصيادين جاك